# 初瀬街道
初瀬街道（はせかいどう）は奈良県桜井市の初瀬と三重県松阪市の六軒を結ぶ街道。以前は参宮表街道とも呼ばれた。
現在の桜井市、宇陀市、名張市、伊賀市、津市、松阪市を通る。現在は国道165号が初瀬街道と呼ばれることがある。

## 成り立ち・歴史
古代からの道で壬申の乱の際、大海人皇子（天武天皇）が通った道でもある。大和と伊勢神宮とを結ぶ道路のうち、比較的平地が多い街道としてよく利用されていた。また江戸時代には国文学者である本居宣長も歩いており、その様子は彼の著書である菅笠日記に記されている。

## 経路
- 桜井市
  - 初瀬
- 宇陀市
  - 萩原 （伊勢本街道との分岐・追分）
- 名張市
  - 鹿高 - 名張 - 新田
- 伊賀市
  - 阿保 - 伊勢路
- 津市
  - 垣内 - 二本木 - 大仰 - 八太
- 松阪市
  - 六軒